# 第2次池田内閣
第2次池田内閣（だいにじいけだないかく）は、池田勇人が第59代内閣総理大臣に任命され、1960年（昭和35年）12月8日から1961年（昭和36年）7月18日まで続いた日本の内閣。

## 閣僚
- 内閣総理大臣 - 池田勇人（池田派）
- 法務大臣 - 植木庚子郎（佐藤派）
- 外務大臣 - 小坂善太郎（池田派）
- 大蔵大臣 - 水田三喜男（大野派）
- 文部大臣 - 荒木万寿夫（池田派）
- 厚生大臣 - 古井喜実（三木・松村派）
- 農林大臣 - 周東英雄（池田派）
- 通商産業大臣 - 椎名悦三郎（旧岸派）
- 運輸大臣 - 木暮武太夫（参議院議員）
- 郵政大臣 - 小金義照（池田派）
- 労働大臣 - 石田博英（無派閥）
- 建設大臣、首都圏整備委員会委員長 - 中村梅吉（河野派）
- 自治大臣、国家公安委員会委員長 - 安井謙（参議院議員）
- 行政管理庁長官、北海道開発庁長官 -  小沢佐重喜（佐藤派）
- 防衛庁長官 - 西村直己（佐藤派）
- 経済企画庁長官  - 迫水久常（参議院議員）
- 科学技術庁長官 - 池田正之輔（旧岸派）
- 内閣官房長官 - 大平正芳（池田派）
- 総理府総務長官 - 藤枝泉介（大野派） 
  - 法制局長官 - 林修三
  - 内閣官房副長官（政務） - 保岡武久：1960年（昭和35年）12月9日－
  - 内閣官房副長官（事務） - 細谷喜一：1960年（昭和35年）12月9日－
  - 総理府総務副長官 - 佐藤朝生

## 政務次官
- 法務政務次官 - 古川丈吉
- 外務政務次官 - 津島文治
- 大蔵政務次官 - 大久保武雄、田中茂穂（参）
- 文部政務次官 - 纐纈弥三
- 厚生政務次官 - 安藤覚
- 農林政務次官 - 八田貞義、井原岸高
- 通商産業政務次官 - 始関伊平、砂原格
- 運輸政務次官 - 福家俊一
- 郵政政務次官 - 森山欽司
- 労働政務次官 - 安部清美 （参）／ 柴田栄（参）：1961年（昭和36年）2月24日 -
- 建設政務次官 - 田村元
- 自治政務次官 - 渡海元三郎
- 行政管理政務次官 - 西田信一
- 北海道開発政務次官 - 林田正治（参）
- 防衛政務次官 - 白浜仁吉
- 経済企画政務次官 - 江藤智（参）
- 科学技術政務次官 - 松本一郎